# Metallochlora circumscripta
Metallochlora circumscripta là một loài bướm đêm trong họ Geometridae.